# نیکلای چیندیایکین
نیکلای چیندیایکین (به انگلیسی: Nikolai Chindyajkin) بازیگر و کارگردان تئاتر اهل کشور روسیه است.
او در سال 2022 از حمله روسیه به اوکراین حمایت کرد. در نتیجه توسط دولت های کانادا و اوکراین تحریم شد.